# Charles-Wilfrid de Bériot
Charles-Wilfrid de Bériot (Parigi, 12 febbraio 1833 – Sceaux-du-Gâtinais, 22 ottobre 1914) è stato un pianista, compositore e insegnante francese, professore all'École Niedermeyer e poi al Conservatorio di Parigi.

## Biografia
Nacque a Parigi nel 1833, figlio del violinista Charles Auguste de Bériot e dell'allora convivente, il famoso soprano Maria Malibran, la più grande cantante dei suoi tempi: avrebbero dovuto sposarsi quando Charles-Wilfrid aveva tre anni, ma sua madre morì solo tre mesi dopo a seguito di una caduta da un cavallo, mentre era incinta del fratello di Charles-Wilfrid. La sua matrigna, Maria Huber, era un'orfana adottata dal principe von Dietrichstein, il presunto padre naturale di Sigismund Thalberg. Thalberg fu uno dei primi maestri di Charles-Wilfrid.
Divenne professore di pianoforte all'École Niedermeyer e in seguito al Conservatorio di Parigi, dove tra i suoi allievi figuravano Maurice Ravel, Ricardo Viñes e Joseph Ermend Bonnal. Tra i suoi studenti privati c'era Enrique Granados. Come insegnante insisteva sull'estrema raffinatezza nella produzione del suono, che influenzò fortemente l'insegnamento della tecnica del pedale da parte di Granados.
Ha composto quattro concerti per pianoforte. C'è anche una sonata per due pianoforti, op. 61. La sua sonata per flauto, op. 64 è stata registrata. Molte delle sue partiture sono conservate alla Collezione di musica per pianoforte Ricardo Viñes dell'Università del Colorado a Boulder.
Ravel dedicò a Charles-Wilfrid de Bériot la sua Rapsodie espagnole.
Morì a Sceaux-du-Gâtinais nel 1914, a 81 anni.